# Lucio Muñoz
Lucio Muñoz (Madrid, 27 de Dezembro de 1929 - Madrid, 24 de Maio de 1998) foi um pintor e gravador abstrato espanhol.

## Biografia
Muñoz era filho de Lucio Muñoz, comerciante e Nicolasa Martínez. Nascido em 27 de dezembro de 1929 em Madri , ele era o mais jovem de dois irmãos e três irmãs. Sua mãe morreu em 1935.
Após ter sido expluso do colégio, trabalhou no comércio paterno durante uma temporada. Em 1949, Muñoz matriculou-se na Real Academia de Belas Artes de San Fernando, Cádiz, onde foi discípulo de Eduardo Chicharro e obteve um diploma em Belas Artes. Depois de sua formação académica, entrou em contacto com os realistas madrilenos Antonio López, os irmãos López Hernández e a que seria sua esposa, Amalia Avia, também pintora. Eles se casaram em 15 de janeiro de 1960. O primeiro de seus quatro filhos nasceu naquele ano. 